# Feliciano (Uruguay)
Feliciano es una localidad uruguaya del departamento de Durazno.

## Ubicación
La localidad se encuentra situada en la zona noroeste del departamento de Durazno, junto al arroyo Feliciano, y sobre el trazado de la ex-ruta 4. Dista 38 km de la ciudad de Durazno.

## Generalidades
En el año 1990 fueron inauguradas las primeras viviendas del plan MEVIR en la localidad, mientras que en 2002 se habilitó el segundo plan. Sus habitantes se dedican principalmente a las tareas rurales desarrolladas en establecimientos ganaderos existentes en la zona. La localidad cuenta con escuela, policlínica, comisaría y juzgado.

## Población
Según el censo de 2011, la localidad contaba con una población de 77 habitantes
| 83            | 73 | 68 | 110 | 77 |
| (Fuente: INE) |    |    |     |    |